# Ceratochondria
Ceratochondria is een geslacht van eenoogkreeftjes uit de familie van de Chondracanthidae. De wetenschappelijke naam is voor het eerst geldig gepubliceerd in 1935 door Yu.

## Soorten
- Ceratochondria brevicollis (Krøyer, 1863)